# Rudolf Olgiati
Rudolf  Olgiati (* 7. September 1910 in Chur; † 25. September 1995 in Flims) war ein Schweizer Architekt.

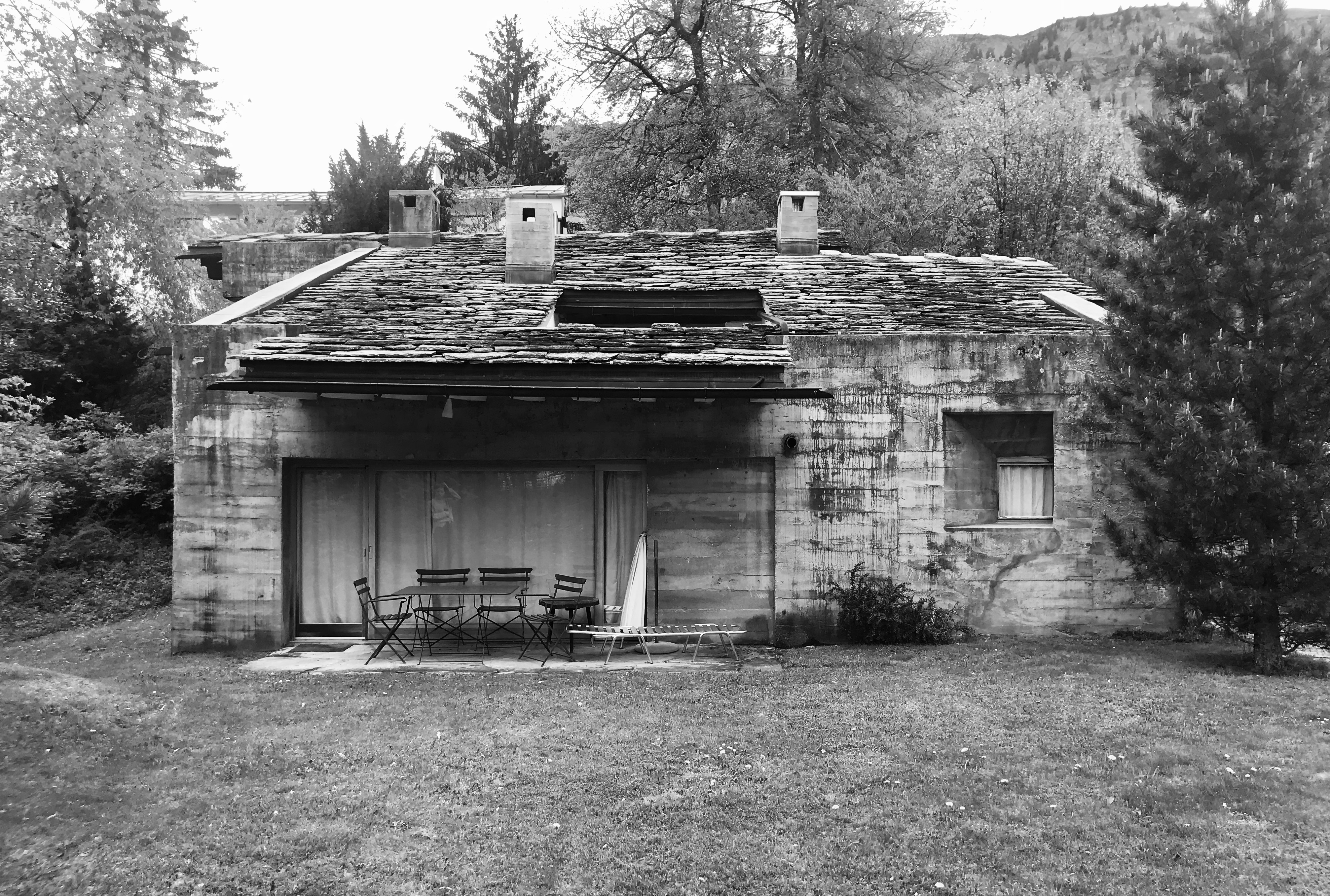
Wohnhaus Olgiati, Flims Waldhaus

## Werdegang
Rudolf Olgiati war Sohn des Rechtsanwalts Oreste Olgiati und Bürger von Poschiavo und Chur. 1927 erwarb er die Matura an der Bündner Kantonsschule in Chur. Mit 18 Jahren las er das Buch von Le Corbusier Kommende Baukunst. Er studierte bis 1934 Architektur an der ETH Zürich und schloss bei Josef Zemp in Kunstgeschichte ab. Von 1935 bis 1937 folgte ein Aufenthalt in Rom. Dann war Rudolf Olgiati als Architekt tätig, zunächst in Zürich und ab 1944 in Flims, wo er bereits 1930 ein Haus aus dem Familienbesitz erworben und umgebaut hatte. Sohn Valerio Olgiati ist ebenfalls Architekt und lebt heute im Haus seines Vaters.

## Grundzüge seines Schaffens
Rudolf Olgiati war ein Vertreter der Neuen Sachlichkeit und einer der ersten, die Mitte der 1950er Jahre die Bedeutung und Wirksamkeit historischer Gestaltungsprinzipien für die Architektur der Moderne entdeckten. Er baute vorwiegend Einfamilienhäuser im gebirgigen Graubünden und restaurierte alte Patrizier- und Bauernhäuser, später auch Bauten in Südfrankreich und Deutschland.
Seine kubische Formensprache bewegte sich im Spannungsfeld zwischen lokaler Bündner Bautradition, der griechischen Antike und einer sich vor allem an Le Corbusier orientierenden Moderne. Er strebte damit ein universelles, zeitloses und radikal modernes Bauen an, das den Einfluss internationaler Architektur wie das Autochthone der Schweizer Architektur dokumentiert und sich dabei seiner ideologischen und formalen Bezüge stets bewusst ist. Bei Olgiati, der den Rückgriff auf traditionelle Elemente niemals als restaurativ verstanden wissen wollte, vereinigt sich die Architektur mit lokaler Tradition und mit dem Ort als solchem, den er durch die Herstellung einer intimen Beziehung zwischen Architektur und der ansässigen Gesellschaft neu zu «schaffen» beanspruchte. 
Seine Arbeiten wurden 1977 von der ETH Zürich, 1986 in der Freien Akademie der Künste in Hamburg, 1986 an der TU Berlin und 1988 an der Kunstuniversität Linz ausgestellt. 1981 erhält er den Kulturpreis des Kantons Graubünden. 1988 entstand ein Dokumentarfilm über Rudolf Olgiati, der überdies mit streitbaren Thesen immer wieder in die Architekturdebatte eingriff. Breite Aufmerksamkeit fand etwa sein Kommentar «Unwissende Kitschbrüder zerstören unsere Heimat» zum neuen Erscheinungsbild des nach seiner Ansicht «zu Tode renovierten» Arcas-Platzes in Chur.

## Bauten

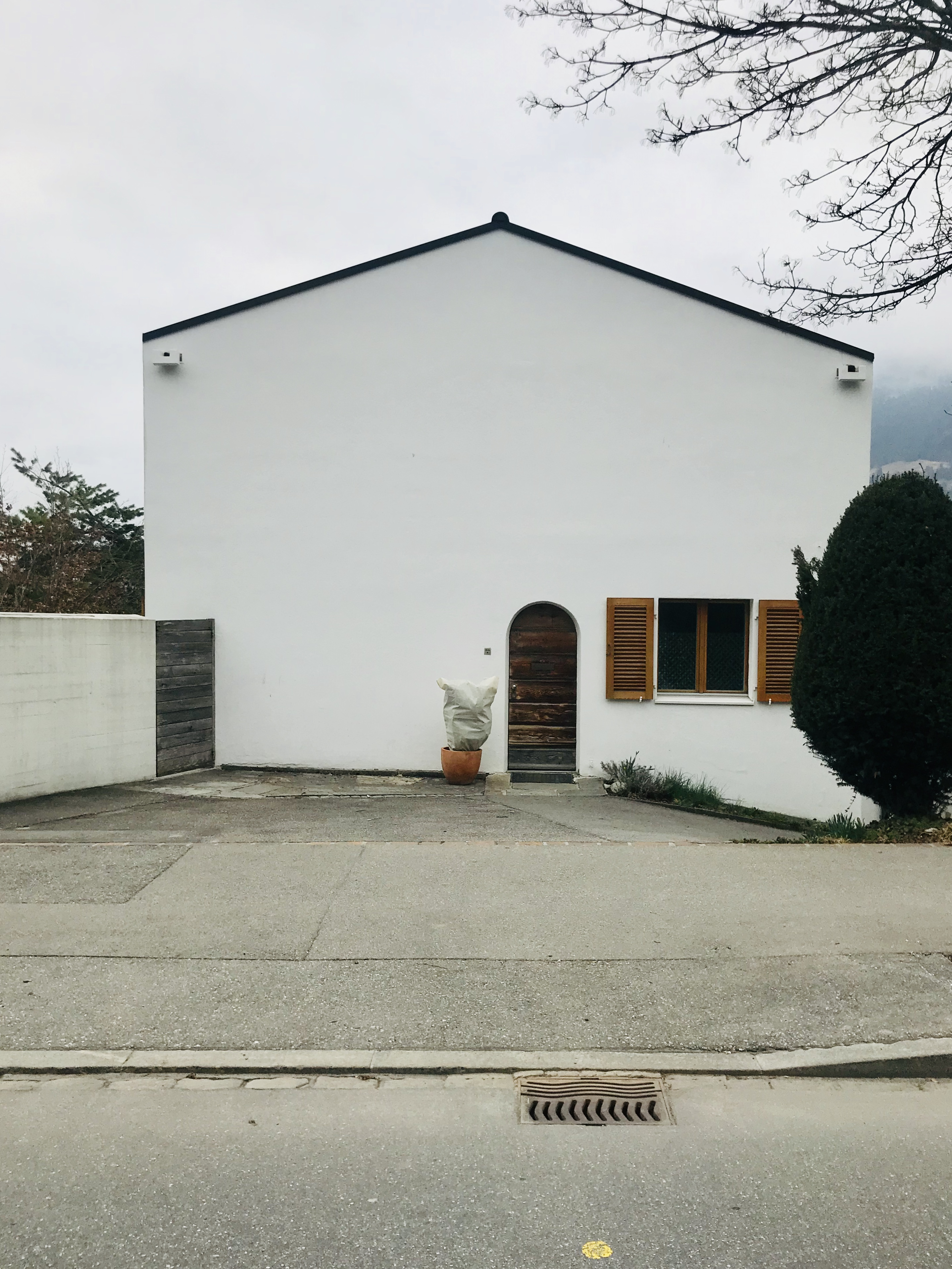
Haus Dr. Trepp, Chur

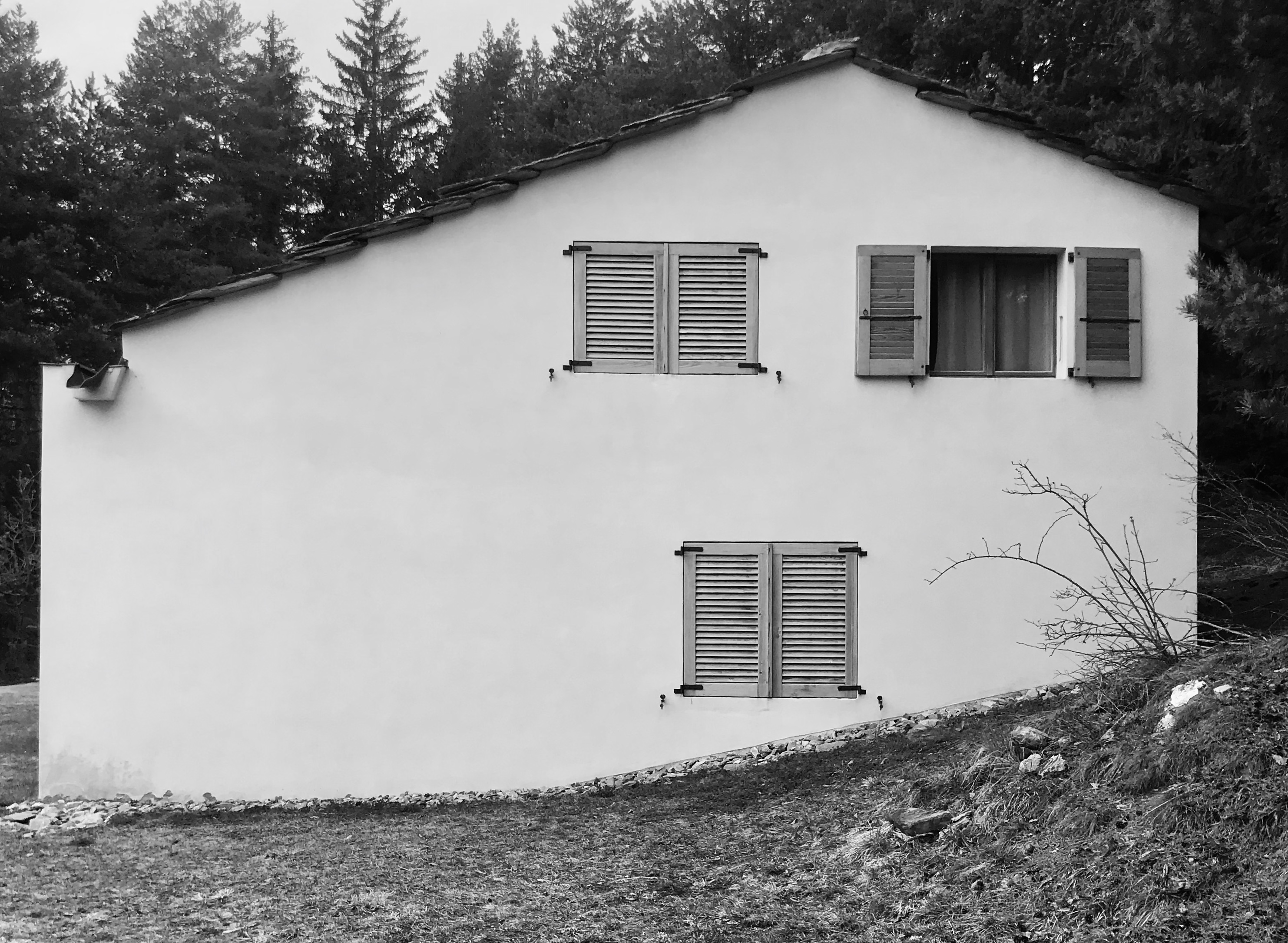
Haus F. Richterich, Laax

- 1947–1948: Haus Dr. Trepp, Chur (erweitert von Pablo Horváth)
- 1955: Casa Matta, Flims-Waldhaus
- 1959–1960: Apartmenthaus Las Caglias, Flims-Waldhaus
- 1962: Haus F. Richterich, Laax (2018 restauriert von Capaul & Blumenthal)
- 1966: Haus B. Savoldelli (urspr. D. Witzig), Flims-Waldhaus
- 1966–1967: Haus van der Ploeg Lavanuz, Laax
- 1967–1968: Haus van Heusden Lavanuz, Laax
- 1968–1969: Haus Dr. Allemann, Unterwasser, Wildhaus
- 1971: Einfamilienhaus Familie Erhard «Sur Viladas» Sagogn
- 1971: Wohnüberbauung «Cittadeta» Savognin, Wettbewerb
- 1971–1972: Mehrfamilienhaus Casa Radulff, Flims-Waldhaus
- 1971–1977: Mehrfamilienhaus «Amiez», Umbau der Kartonfabrik und des Reusstors zu Wohnungen, Flims-Dorf
- 1972–1973: Handelsgärtnerei Urech, Chur
- 1972–1973: Haus Rogosky I-Mercantale, Toskana
- 1974: Alters- und Kleinwohnungen «Candrian», Sagens
- 1974–1977: Haus Tschaler, Chur
- 1975–1976: Haus Dr. Schorta, Tamins
- 1978–1979: Haus Weiss (urspr. Gerstlauer), Kaltenbach TG
- 1986–1989: Villa Sarraz, F-Les Issambres, Côte d’Azur
- 1984: Haus Casutt, Ilanz
- 1986: Hotel Casutt, Umbau Restaurant, Ilanz
- 1988: Haus G. Rensch (urspr. Dr. Thoma), Walenstadt
- 1988–1989: Wohnhaus Winterberg Saarbrücken
- 1990: Mehrfamilienhaus Bebié, Morissen
- 1989–1991: Renovation des «Schlössli», Morissen
- 1990–1993: Haus Dr. Wolff, Selbecke-Hagen mit Valerio Olgiati[4]
- 1993: Einfamilienhaus, Dr. Bühlmann, Hilterfingen BE

Projekte
- 1976: Schulanlage «Prisma» Schamserberg, Donath Wettbewerb
- 1980–1982: Sanierung der Churer Innenstadt
- 1982: Bündner Kunstmuseum Chur, Wettbewerb
- 1987: Theater und Museum, Flims-Dorf, Wettbewerb
- 1988–1989: Hausumbau, Bücherturm und Gemäldegalerie Saarbrücken
- 1988: Hanghaus, Saarbrücken
- 1992–1994: Kulturelles Zentrum Gelbes Haus Flims-Dorf, Wettbewerb
- 1994: Touristik-Zentrum Talstation, Flims-Dorf
- 1994, 1996: Olgiati-Museum, Flims-Waldhaus

## Ehrungen und Preise
- 1981: Kulturpreis des Kantons Graubünden[5]

## Schüler
- Peter Märkli

## Ehemalige Mitarbeiter
- Rolf Keller
- Trix Haussmann
- Jakob Schilling